# Crystal Logic
 (août 2017).
- Si vous ne connaissez pas le sujet, laissez ce bandeau (vous pouvez alors contacter les auteurs).
- Si vous supprimez le contenu mis en cause (vous pouvez préalablement contacter les auteurs),

argumentez précisément cette suppression dans la page de discussion
(un manque de référence n'est pas un argument ; une recherche réelle de référence doit avoir été effectuée, être formellement documentée).
 (août 2017).
Si vous disposez d'ouvrages ou d'articles de référence ou si vous connaissez des sites web de qualité traitant du thème abordé ici, merci de compléter l'article en donnant les références utiles à sa vérifiabilité et en les liant à la section « Notes et références ».
Albums de Manilla Road
Invasion
(1982) Open the Gates
(1985)
Crystal Logic est le troisième album du groupe de heavy metal Manilla Road paru en 1983.

## Description
Crystal Logic marque l'ancrage définitif du groupe dans un heavy metal pur et dur. Seul le texte léger et la rythmique de I'm feeling free again dénote d'une influence purement rock. Les autres titres sont des morceaux à l'architecture plus complexe laissant une large place aux changements de rythmes et aux envolées de la guitare de Mark Shelton. 
L'album contient toujours une section rythmique lourde et puissante assurée par Scott Park et Rick Fisher. Necropolis introduit l'album par un rythme rapide tendant vers le speed metal dont les influences sont sensibles dans les albums suivants du groupe. Les autres morceaux explorent, avec des rythmes différents, un univers heavy metal empreint de thème épiques ou mythologiques. Le morceau Dreams of Eschaton reste la pièce maîtresse de l'album et annonce le retour prochain du Roi Arthur pour éviter à l'humanité de se fourvoyer sur les chemins de l'autodestruction, qui est un des thèmes chers à Mark Shelton.
L'album est réédité en 2002. Comme les deux premiers, sa diffusion reste assez confidentielle lors de sa sortie et l'album n'est reconnu que tardivement (parfois même après sa réédition).

## Titres
Tous les titres sont signés par le groupe.
1. Prologue - 1:35
2. Necropolis - 3:10
3. Crystal logic - 6:01
4. Feeling free again - 2:48
5. The riddle master - 4:41
6. The ram - 3:46
7. In the veils of negative existence - 4:34
8. Dreams of Eschaton - 12:01 (incluant Epilogue)
9. Epilogue

## Musiciens
- Mark Shelton - Chant, guitare
- Scott Park - Basse
- Rick Fisher - Batterie, percussions, chœurs,